# Associazione Calcio Riunite Messina 1957-1958
Questa pagina raccoglie i dati riguardanti l'Associazione Calcio Riunite Messina nelle competizioni ufficiali della stagione 1957-1958.

## Stagione
Nella stagione 1957-1958 il Messina disputò il tredicesimo campionato di Serie B della sua storia, un torneo che prevedeva due promozioni e nessuna retrocessione per l'allargamento del torneo cadetto da 18 a 20 squadre, con 27 punti ha ottenuto il sedicesimo posto. In Serie A sono salite la Triestina con 47 punti ed il Bari che ha ottenuto 45 punti e battuto negli spareggi il Verona giunto penultimo in Serie A.
Al vertice della società giallorossa vi è un nuovo presidente, il Rag. Giuseppe Nunnari, nuovo anche l'allenatore Ivo Fiorentini al posto dell'austriaco Rudy Hiden, ma il Messina di questa stagione è una squadra di basso profilo, ad un girone di andata discreto, fa seguito un ritorno molto deludente. L'8 dicembre nella partita interna con il Modena finita (1-1), per le intemperanze del pubblico si subisce lo (0-2) a tavolino, con due giornate di squalifica del campo, ed è una vera fortuna che il torneo non preveda retrocessioni, permettendo alla squadra di giocarsela senza troppi patemi fino al termine del torneo, chiuso al terz'ultimo posto della classifica, e con il peggior attacco del campionato, con sole ventitre reti all'attivo.

## Divise
| 1ª maglia |

## Rosa
| N. |                   | Ruolo | Calciatore         |
| -- | ----------------- | ----- | ------------------ |
|    | Italia (bandiera) | A     | Franco Alessi      |
|    | Italia (bandiera) | A     | Antonino Arena     |
|    | Italia (bandiera) | D     | Giuseppe Bergamini |
|    | Italia (bandiera) | C     | Stefano Bernini    |
|    | Italia (bandiera) | D     | Pietro Bersia      |
|    | Italia (bandiera) | C     | Giorgio Bettini    |
|    | Italia (bandiera) | C     | Filippo Bitetto    |
|    | Italia (bandiera) | C     | Giuseppe Bosco     |
|    | Italia (bandiera) | A     | Giovanni Cappi     |
|    | Italia (bandiera) | D     | Renato Cardillo    |
|    | Italia (bandiera) | A     | Maurilio Cerbara   |
|    | Italia (bandiera) | P     | Mario Chirieleison |

| N. |                   | Ruolo | Calciatore           |
| -- | ----------------- | ----- | -------------------- |
|    | Italia (bandiera) | A     | Nicola Ciccolo       |
|    | Italia (bandiera) | C     | Carlo Evangelisti    |
|    | Italia (bandiera) | C     | Sergio Geminiani     |
|    | Italia (bandiera) | A     | Giacomo Grisa        |
|    | Italia (bandiera) | D     | Mario Kirchmayr      |
|    | Italia (bandiera) | A     | Filippo Nicoletti    |
|    | Italia (bandiera) | C     | Francesco Pantaleoni |
|    | Italia (bandiera) | C     | Franco Radaelli      |
|    | Italia (bandiera) | A     | Adriano Rossi        |
|    | Italia (bandiera) | P     | Giuseppe Salerno     |
|    | Italia (bandiera) | C     | Alvaro Sellani       |
|    | Italia (bandiera) | P     | Gino Zappetti        |

## Risultati

### Campionato

#### Girone di andata
| Arbitro: | Rebuffo (Milano) |

|                                |           |  |
| Mosca 30’, 48’, 85’ Novali 72’ | Marcatori |  |

| Prato 22 settembre 1957 2ª giornata | Prato                   | 0 – 0 | Messina | Stadio Lungobisenzio\| Arbitro: \| Maghernino (San Severo) \| |
| Arbitro:                            | Maghernino (San Severo) |       |         |                                                               |

| Arbitro: | Marangio (Roma) |

|                                |           |  |
| Bernini 46’ Nicoletti 48’, 59’ | Marcatori |  |

| Arbitro: | Caputo (Napoli) |

|                         |           |                  |
| Nicoletti 31’ Rossi 67’ | Marcatori | 70’ (rig.) Gotti |

| Arbitro: | Fornari (Bologna) |

|                               |           |                         |
| Calegari 24’, 45’ Danieli 59’ | Marcatori | 73’ Nicoletti 85’ Cappi |

| Arbitro: | Angelini (Firenze) |

|            |           |  |
| Patino 52’ | Marcatori |  |

| Messina 27 ottobre 1957 7ª giornata | Messina         | 0 – 0 | Palermo | Stadio Giovanni Celeste\| Arbitro: \| Marangio (Roma) \| |
| Arbitro:                            | Marangio (Roma) |       |         |                                                          |

| Arbitro: | Alterio (Roma) |

|                  |           |  |
| Celio 13’ (aut.) | Marcatori |  |

| Trieste 10 novembre 1957 9ª giornata | Triestina         | 0 – 0 | Messina | Stadio Giuseppe Grezar\| Arbitro: \| Fornari (Bologna) \| |
| Arbitro:                             | Fornari (Bologna) |       |         |                                                           |

| Monza 17 novembre 1957 10ª giornata | Simmenthal-Monza | 0 – 0 | Messina | Stadio Città di Monza\| Arbitro: \| Genel (Trieste) \| |
| Arbitro:                            | Genel (Trieste)  |       |         |                                                        |

| Arbitro: | Caputi (Molfetta) |

|                  |           |              |
| Bernini 46’, 71’ | Marcatori | 58’ Moschino |

| Arbitro: | Grillo (Napoli) |

|                      |           |               |
| Geminiani 28’ (rig.) | Marcatori | 63’ Scarascia |

| Bari 15 dicembre 1957 13ª giornata | Bari         | 0 – 0 | Messina | Stadio Della Vittoria\| Arbitro: \| Adami (Roma) \| |
| Arbitro:                           | Adami (Roma) |       |         |                                                     |

| Catania 29 dicembre 1957 14ª giornata | Messina           | 0 – 0 | Parma | Stadio Cibali\| Arbitro: \| Cerutti (Legnano) \| |
| Arbitro:                              | Cerutti (Legnano) |       |       |                                                  |

| Catania 5 gennaio 1958 15ª giornata | Messina         | 0 – 0 | Taranto | Stadio Cibali\| Arbitro: \| Clemente (Roma) \| |
| Arbitro:                            | Clemente (Roma) |       |         |                                                |

| Arbitro: | Zaza (Molfetta) |

|                                                      |           |           |
| Bersia 33’ (aut.) Pagliari 50’ Bersellini 53’ (rig.) | Marcatori | 1’ Alessi |

| Arbitro: | Facchini (Reggio Emilia) |

|                          |           |  |
| Governato 17’ Smersy 20’ | Marcatori |  |

#### Girone di ritorno
| Arbitro: | Marangio (Roma) |

|  |           |             |
|  | Marcatori | 9’ Biagioli |

| Arbitro: | Butti (Como) |

|           |           |  |
| Cappi 27’ | Marcatori |  |

| Arbitro: | Bartolomei (Roma) |

|                                                           |           |  |
| Fioravanti 5’ Serradimigni 35’, 89’ Congiu 40’ Meanti 50’ | Marcatori |  |

| Arbitro: | Basciu (Genova) |

|             |           |  |
| Quoiani 31’ | Marcatori |  |

| Arbitro: | Angelini (Firenze) |

|                       |           |  |
| Cappi 6’ Nicoletti 9’ | Marcatori |  |

| Arbitro: | Boati (Milano) |

|  |           |                       |
|  | Marcatori | 35’ Caroli 75’ Patino |

| Arbitro: | Mori (Cremona) |

|                    |           |             |
| Vernazza 8’ (rig.) | Marcatori | 80’ Bettini |

| Arbitro: | Zaza (Molfetta) |

|                  |           |           |
| Guidazzi 5’, 15’ | Marcatori | 23’ Cappi |

| Arbitro: | Grignani (Milano) |

|  |           |                 |
|  | Marcatori | 63’, 69’ Petris |

| Arbitro: | Maghernino (San Severo) |

|           |           |           |
| Cappi 66’ | Marcatori | 61’ Motta |

| Arbitro: | Genel (Trieste) |

|               |           |           |
| Rizzolini 84’ | Marcatori | 15’ Bosco |

| Arbitro: | Guarnaschelli (Pavia) |

|                          |           |           |
| Pulvirenti 15’ Lugli 80’ | Marcatori | 10’ Cappi |

| Arbitro: | Marchetti (Milano) |

|  |           |                                |
|  | Marcatori | 10’ Rebizzi 39’, 88’ Farinelli |

| Parma 4 maggio 1958 31ª giornata | Parma         | 0 – 0 | Messina | Stadio Ennio Tardini\| Arbitro: \| Leita (Udine) \| |
| Arbitro:                         | Leita (Udine) |       |         |                                                     |

| Arbitro: | De Robbio (Torre Annunziata) |

|             |           |                         |
| Giorgis 11’ | Marcatori | 10’ Nicoletti 88’ Arena |

| Arbitro: | Babini (Ravenna) |

|  |           |               |
|  | Marcatori | 87’ Sacchella |

| Arbitro: | Fornari (Bologna) |

|                       |           |            |
| Bitetto 41’ Cappi 77’ | Marcatori | 13’ Smersy |

## Statistiche

### Statistiche di squadra
| Competizione | Punti | In casa | In casa | In casa | In casa | In casa | In casa | In trasferta | In trasferta | In trasferta | In trasferta | In trasferta | In trasferta | Totale | Totale | Totale | Totale | Totale | Totale | DR  |
| Competizione | Punti | G       | V       | N       | P       | Gf      | Gs      | G            | V            | N            | P            | Gf           | Gs           | G      | V      | N      | P      | Gf     | Gs     | DR  |
| ------------ | ----- | ------- | ------- | ------- | ------- | ------- | ------- | ------------ | ------------ | ------------ | ------------ | ------------ | ------------ | ------ | ------ | ------ | ------ | ------ | ------ | --- |
| Serie B      | 27    | 17      | 7       | 4       | 6       | 14      | 14      | 17           | 1            | 7            | 9            | 9            | 27           | 34     | 8      | 11     | 15     | 23     | 41     | -18 |

### Statistiche dei giocatori
| Giocatore      | Serie B  | Serie B |
| Giocatore      | Presenze | Reti    |
| -------------- | -------- | ------- |
| F. Alessi      | 10       | 1       |
| A. Arena       | 3        | 1       |
| G. Bergamini   | 27       | 0       |
| S. Bernini     | 11       | 3       |
| P. Bersia      | 27       | 0       |
| G. Bettini     | 31       | 1       |
| F. Bitetto     | 7        | 1       |
| G. Bosco       | 18       | 1       |
| G. Cappi       | 22       | 7       |
| R. Cardillo    | 8        | 0       |
| M. Cerbara     | 15       | 0       |
| M. Chirieleson | 1        | -2      |
| N. Ciccolo     | 3        | 0       |
| C. Evangelisti | 24       | 0       |
| S. Geminiani   | 13       | 0       |
| G. Grisa       | 3        | 0       |
| M. Kirchmayr   | 8        | 0       |
| F. Nicoletti   | 25       | 6       |
| F. Pantaleoni  | 13       | 0       |
| F. Radaelli    | 30       | 0       |
| A. Rossi       | 12       | 1       |
| G. Salerno     | 24       | -25     |
| A. Sellani     | 30       | 0       |
| G. Zappetti    | 9        | -14     |